# Tauno Palo
Tauno Valdemar Palo (Hämeenlinna, 25 oktober 1903 – Helsinki, 24 mei 1982) was een Fins acteur en zanger in films en theater.

## Biografie
Tauno Palo werd in 1908 geboren als Tauno Brännäs maar veranderde zijn naam in 1935. Palo ging in het leger waar hij werd opgeleid als chemicus. Zijn vriend nodigde hem uit om lid te worden van het theater Working Men's Club in Sörnäinen, waar de theaterdirecteur en bekende acteur Aarne Orjatsalo zijn mentor werd. Palo, die een goede stem had, kreeg aandacht en in 1931 werd hij uitgenodigd voor audities in de filmstudio's. Zijn definitieve doorbraak kwam toen het tijdperk van de stomme film voorbij was en de mensen zijn stem konden horen.
Palo verliet zijn werk als scheikundige in 1932 en begon bij het Nationaal theater van Finland, maar tot 1938 kreeg hij slechts kleine rollen omdat zijn populariteit als filmster zijn geloofwaardigheid op het toneel schaadde.
Ansa Ikonen speelde als zijn vrouwelijke tegenspeler in twaalf films, meestal romantische komedies, en in tal van toneelstukken. Hoewel ze in het echte leven geen koppel waren, veroverden ze toch de harten van het publiek als het gouden koppel van de Finse cinema.
Palo speelde in totaal meer dan 300 rollen op het toneel en speelde in 65 speelfilms. Voor de Tweede Wereldoorlog nam Palo een aantal nummers op uit de musicals waarin hij acteerde. Na 1967 vervolgde hij met het opnemen van platen.
Palo was van 1934 tot 1962 gehuwd met Sylvi Sakki en van 1962 tot zijn overlijden met Kirsti Ortola. Hij had drie kinderen uit zijn eerste huwelijk.

## Filmografie (selectie)
- Jääkärin morsian (1931) (als Tauno Brännas)
- Kaikki rakastavat (1935)
- Vaimoke (1936)
- Kulkurin valssi (1941)
- Menneisyyden varjo (1946)
- Rosvo-Roope (1949)
- Härmästä poikia kymmenen (1950)
- Omena putoaa (1952)
- Se alkoi sateessa (1953)
- Tuntematon sotilas (1955)
- Tulipunainen kyyhkynen (1961) – laatste grote rol

## Theater (selectie)
- Anton Tsjechov: Uncle Vanya (als Dr Astrov)
- Aleksis Kivi: Seitsemän veljestä (als Juhani)
- Henrik Ibsen: Doll house (als Dr Rank)
- Tennessee Williams: A Streetcar Named Desire (als Stanley)
- Georg Büchner: Danton's death (als Danton)
- Josef Julius Wecksell: Daniel Hjort  (als Olavi)[4]

## Discografie (selectie)
- Tuulikki, 1934 (Odeon A 228258)
- Tuohinen sormus, 1934 (Odeon A 228282)
- Syksyn tullessa, 1935 (Odeon A 228327)
- Mieheke, 1936 (Odeon A 228359)
- Marjatta, 1936 (Odeon A 228360)
- Sinä semmoinen, minä tämmöinen, 1936 (Odeon 228370)
- Nuoruuden sävel, 1940 (Odeon A 228590) van de film SF-paraati
- Tauno Palo & Ansa Ikonen: Pot-pot-pot, 1940 (Odeon A 228590) van de film SF-paraati
- Näenhän valoisan taivaan, 1940 (Odeon A 228615) from film SF-paraati
- Soittoniekka, 1942 (Columbia DY 386)
- Ruusu on punainen, 1967 (RCA FAS 985) - comeback met een Duitse schlager
- Rosvo-Roope, 1968 (RCA EPS 222)
- Tauno Palo & Ansa Ikonen: Ansa & Tauno, 1974 (Kiss RPLP 5007) - LP, inclusief Kulkurin valssi

## Prijzen en nominaties
De belangrijkste:
| Jaar | Prijs       | Categorie               | Film                                 | Uitslag  |
| ---- | ----------- | ----------------------- | ------------------------------------ | -------- |
| 1952 | Jussi-Award | Jussi voor beste acteur | Omena putoaa                         | Gewonnen |
| 1950 | Jussi-Award | Jussi voor beste acteur | Rosvo-Roope Härmästä poikia kymmenen | Gewonnen |
| 1946 | Jussi-Award | Jussi voor beste acteur | Menneisyyden varjo                   | Gewonnen |